# 大錦 (冠位)
大錦（だいきん）は、647年に制定され、648年から649年まで日本で用いられた冠位である。13階中7番目で、小紫の下、小錦の上に位置する。

## 概要
大化3年（647年）に制定された七色十三階冠で設けられ、翌年4月1日に実施された。冠は大伯仙という錦で作り、織物で縁取った。伯仙とは博山という山の形をかたどった模様で、その模様が大きいものを大伯仙あるいは大博山という。冠につける鈿は金銀で作った。真緋（赤）の服を着用する規定であった。
大化5年（649年）2月に冠位十九階が導入されると、大錦は大花上と大花下に分割されて廃止された。
天智天皇3年（664年）2月9日の冠位二十六階で、大花は大錦に戻ったが、大錦上、大錦中、大錦下に三分され、大錦単独の冠位にはならなかった。

## 叙位された人物
1年で改称されたこともあり、大錦の冠位を授かったことが確実な形で記された人物はいない。皇極天皇4年（645年）6月14日に中臣鎌子（藤原鎌足）が大錦の冠を授けられたとあるのが『日本書紀』に見える唯一の例だが、大錦の制定前のことである。書紀にはこのような錯綜がままあり、実際の授与ではなく、後世の追記と考えられる。
後継である大花上・下や大錦上・中・下には、多数の例がある。大錦より上はごく僅かしかいない大臣に相当する冠位であって、高官の多くは大花・大錦系の冠を戴いていた。